# Тест на батьківство
Тести на татівство або материнство — тести, ціллю яких є встановлення, чи персона є одним з біологічних батьків іншої людини. Якщо ціллю тесту є встановлення батька людини, такий тест відомий як тест на батьківство, встановлення матері — тест на материнство.
Тести на материнство набагато менш поширені, ніж тести на батьківство. Через особливості біології процесу народження, законну матір легко визначити, як біологічну матір дитини. Цей тест найчастіше використовується, коли біологічна мати невпевнена, тому що вона не бачила свою дитину протягом довгого періоду часу або коли необхідно встановити особу покійної людини. Крім того, інші чинники, наприклад нові технології народження, з використанням донорських яйцеклітин і сперми, коли дитина росте в тілі сурогатної матері, можуть означати, що жінка, що народила дитину, не обов'язково є законною матір'ю дитини. Наприклад, канадський «Акт допомоги при народженні» та подібні закони в Британії, Австралії та інших країнах передбачають використання найнятої сурогатної матері. Законна мати дитини фактично може бути лише донором яйцеклітини.
Традиційні методи тесту, хоча і не надають надійного свідоцтва, включають менделівські риси людини, наприклад порівняння мочок вуха, форми вушної раковини, наявності «вдовиного піку», форми підборіддя чи здатностей смакувати фенілтіокарбамід, можуть служити пробними індикаторами батьківства або його відсутності, оскільки вони з легко помітні і успадковуються через автозомно-домінантні гени. Пізніші методи включали визначення груп крові, аналіз різних білків, в тому числі ферментів, і використання HLA антигенів.
Сучасні методи молекулярної біології пропонують набагато надійніший шлях з'ясування материнства через аналіз ДНК індивідуумів (відомий як генетичний фінґерпринтинг). Ці методи використовують полімеразну ланцюгову реакцію (ПЛР) і поліморфізм довжини рестрикційних фрагментів (RFLP). Зараз аналіз ДНК практично витіснив всі інші методи аналізу, надаючи приблизно 99,999 % точність (яка, проте, залежить від конкретного методу).